# Fortificações de Porto Seguro
As fortificações de Porto Seguro localizavam-se possívelmente sobre a praia de Curuípe (do tupi "curuípe", sapo de boca grande), na antiga vila de Santa Cruz, atual Porto Seguro, no litoral do estado da Bahia, no Brasil.

## História
Alguns autores, baseados em Manuel Aires de Casal (Corografia Brasílica, 1817), atribuem a primitiva fortificação do local a Cristóvão Jaques, que, em 1503, teria erguido uma feitoria (Feitoria de Santa Cruz, Reduto de Santa Cruz) nas imediações da baía Cabrália. Essa informação, entretanto, parece estar truncada com a Feitoria de Igaraçu, na costa de Pernambuco:
"Ao tempo de Diogo Leite [comandante das caravelas Rosa e Princeza, da expedição de Martim Afonso de Sousa, 1530-1532], já existiria uma feitoria portuguesa no rio Igaraçu ou no de Santa Cruz assim batizado por D. João III, feitoria que fora fundada por Cristovão Jaques. A barlavento dessa entrada ficava a ilha de Itamaracá (...) em latitude média de 7º e 46' 30" ao Sul. Foi esta extensa ilha nomeada Ascensão por Alonso de Santa Cruz ["Islario general de todas las islas del mundo"] e Caboto, e por ilha de Pernambuco, no roteiro desse litoral de 1540 existente no Museu Britânico." (CASTRO, 1940:54)
Admite-se, entretanto, que Cristóvão Jaques mandou erguer a Igreja da Misericórdia, em Porto Seguro, em 1526, o que somente se justificaria no contexto da existência de um núcleo de povoamento.
A informação mais segura sobre a situação da defesa daquele trecho do litoral, integrante da Capitania de Porto Seguro, no início do século XVII, é a de Diogo de Campos Moreno:
"Na povoação de Porto Seguro, fol. ..., no ponto A, onde se mostra a povoação, há duas peças de ferro coado, de quatorze quintais cada uma, com todo o serviço, as quais mandou o governador [da repartição do Brasil] D. Diogo de Menezes [Siqueira (1609-1613)], em lugar de certos falcões de bronze, que sem câmaras nem rabichos andavam lançadas pelo mato; assim mandou as ditas peças para defesa da barra, no lugar onde se desenhou um forte de taipa de pilão, que não chegou a acabar-se, sendo importante para a defesa daqueles moradores contra os índios da terra [os Aimorés] e os corsários do mar.
Tem as ditas peças a pólvora e munições necessárias; toda a gente está armada de mosquetes e arcabuzes que se lhe deram no ano de [mil] seiscentos e dez, no qual tempo mandou o dito governador que houvesse naquela povoação uma esquadra de dez soldados de presídio e um cabo pagos da Fazenda de Sua Majestade, para que como gente obrigada acompanhasse o capitão da capitania, assim na guarda da costa como na vigia do pau-brasil daqueles rios; (...) e também para que não acabassem de despovoar os moradores, que cada dia fugiam;" (Livro que dá Razão do Estado do Brazil, c. 1616. Biblioteca Pública Municipal do Porto. p. 127-128)
O historiador Hélio Vianna, crítico dessa edição, entende que as peças de bronze danificadas e abandonadas, deveriam provir da fortificação do primitivo donatário, Pero de Campos Tourinho, erguida a partir de 1535.
De acordo com BARRETTO (1958), uma estrutura denominada como Bateria ou Fortim da Costa, teve como função a defesa da enseada de Porto Seguro e o seu ancoradouro. Estava guarnecida por um Capitão, e artilhada com cinco peças de ferro de calibre 5 libras (op. cit., p. 187).
Em que pesem as controvérsias historiográficas, desde 1968 encontra-se tombado pelo Patrimônio Histórico e Artístico Nacional o "acervo paisagístico do Município de Porto Seguro, específicamente (...) o conjunto arquitetônico e paisagístico da Cidade Alta [de Porto Seguro], bem como (...) as ruínas do Fortim, Reduto ou bateria da Costa, juntamente com as duas velhas peças de artilharia ali existentes e o antigo canhão que jaz perto da praia (...)" (SOUZA, 1983:111).
Atualmente no local, a título de mirante municipal, podem se observar pequenos trechos de muralha, e seis antigas peças de artilharia antecarga, de alma lisa, desmontadas, em condições precárias de conservação. O conjunto histórico da Cidade Alta, em Porto Seguro, é considerado monumento nacional desde 1973. O mesmo autor refere ainda que fazem parte desse acervo o "Reduto de Santa Cruz, com sua respectiva fortaleza, de onde Gonçalo Coelho combateu a invasão francesa de 20 de janeiro de 1506." (op. cit., p. 134).